# Борут
Борут (хорв. Borut) — населений пункт у Хорватії, в Істрійській жупанії у складі громади Церовлє.

## Населення
Населення за даними перепису 2011 року становило 213 осіб.
Динаміка чисельності населення поселення:

## Клімат
Середня річна температура становить 12,03 °C, середня максимальна – 24,85 °C, а середня мінімальна – -1,34 °C. Середня річна кількість опадів – 1209 мм.
| Клімат поселення                              | Клімат поселення | Клімат поселення | Клімат поселення | Клімат поселення | Клімат поселення | Клімат поселення | Клімат поселення | Клімат поселення | Клімат поселення | Клімат поселення | Клімат поселення | Клімат поселення | Клімат поселення |
| Показник                                      | Січ.             | Лют.             | Бер.             | Квіт.            | Трав.            | Черв.            | Лип.             | Серп.            | Вер.             | Жовт.            | Лист.            | Груд.            |                  |
| Середній максимум, °C                         | 9,02             | 9,49             | 12,22            | 15,85            | 20,47            | 24,15            | 24,85            | 24,51            | 20,27            | 16,07            | 11,32            | 8,40             |                  |
| Середня температура, °C                       | 3,86             | 4,31             | 7,05             | 10,66            | 15,30            | 18,96            | 21,32            | 20,98            | 16,72            | 12,54            | 7,79             | 4,86             |                  |
| Середній мінімум, °C                          | −1,34            | −0,87            | 1,86             | 5,48             | 10,12            | 13,78            | 17,78            | 17,44            | 13,20            | 9,00             | 4,26             | 1,34             |                  |
| Норма опадів, мм                              | 92               | 74               | 90               | 99               | 87               | 102              | 72               | 97               | 105              | 133              | 142              | 116              |                  |
| Середньомісячна швидкість вітру, м/с          | 1.96             | 2.26             | 2.44             | 2.41             | 2.20             | 2.10             | 2.04             | 2.00             | 1.96             | 2.14             | 2.22             | 2.15             |                  |
| Середньомісячна сонячна радіація, кДж/м²·день | 4494             | 7402             | 10579            | 14849            | 19017            | 20597            | 21610            | 18691            | 13879            | 9003             | 4926             | 3775             |                  |
| --------------------------------------------- | ---------------- | ---------------- | ---------------- | ---------------- | ---------------- | ---------------- | ---------------- | ---------------- | ---------------- | ---------------- | ---------------- | ---------------- | ---------------- |
| Джерело:                                      |                  |                  |                  |                  |                  |                  |                  |                  |                  |                  |                  |                  |                  |